# 伊豆那姫命
伊豆那姫命（いづなひめのみこと）は高知県土佐清水市高知山の伊豆田神社、南国市田村地区および前浜地区の伊都多神社にて祭られる神。
本社である伊豆那神社が江戸時代 幕末期に火災に遭い記録が消失している為に由来などは未詳だが、少なくとも室町時代以前から信仰されている産土神（うぶすながみ）である。
前浜の伊都多神社では脚気平癒にご利益がある「御伊都多様」として土佐一円で広く崇敬された。
また南国市では伊都多神社に祭られる伊豆那姫命は三柱の姉妹神であるとの言い伝えもあり、次女神が前浜・末女神が田村地区の神であり、次女神と末女神が不仲であるとされていたという。